# Zahrada apatykáře Angela
Zahrada apatykáře Angela (Andělská zahrada, Hortus Angelicus) je zaniklá botanická zahrada, která se nacházela v centru Prahy severně od ulice Jindřišská v místech Hlavní pošty a jejího okolí. Byla jednou ze dvou pražských botanických zahrad, nejstarších na území Čech; druhá zahrada, Augustinova, se rozkládala pod Vyšehradem v místech zvaných „Na Slupi“.

## Historie
První písemná zmínka o zahradě pochází z roku 1360, kdy byla osvobozena od berní daně. Založil ji apatykář Angelo z Florencie pro potřebu své lékárny, kterou měl na Malém náměstí v domě č.p. 144 U Anděla. Angelus byl lékárníkem císaře Karla IV., který přidělil zahradě pozemek o výměře více než 1 hektar a „nadal jej znamenitými výsadami“ - založil nadaci zajišťující její financování.
V roce 1736 dal hrabě František Antonín Špork v místech zahrady postavit podle plánů Kiliána Ignáce Dientzenhofera klášter celestinek. V roce 1782 byl klášter zrušen a roku 1871 zbořen. V tom roce zanikl i zbytek zahrady a na jejím pozemku byla vystavěna novorenesanční budova pražské Hlavní pošty včetně technického a manipulačního zázemí.